# Vindinfo
Vindinfo er en statslig hjemmeside, der viser vej til statslig information om vindmøller. Siden er et samarbejde mellem Naturstyrelsen, Miljøstyrelsen, Energistyrelsen, Energinet.dk og Trafikstyrelsen.
Hensigten med hjemmesiden er at samle statslig information om vindmøller. Siden er opbygget som en genvejsside, der samler vindmølleinformation, og henviser brugeren til rette myndigheds hjemmeside, hvor der kan findes yderligere information om det efterspurgte emne.
Vindinfo er målrettet tre brugergrupper: borger, kommune og mølleopstiller. På forsiden vælges brugergruppen, og brugeren bliver præsenteret for de relevante emner.

## Ekstern henvisning
- Vindinfo.dk - en genvejsportal til statslig information om vindmøller

| Internet | Spire Denne internet-relaterede artikel er en spire som bør udbygges. Du er velkommen til at hjælpe Wikipedia ved at udvide den. |